# 1900-е годы
1900-е (ты́сяча девятисо́тые) го́ды по григорианскому календарю — промежуток времени с 1 января 1900 года по 31 декабря 1909 года, включающий 1900 год 10-го десятилетия XIX века  и с 1901 по 1909 годы    1-го десятилетия XX века 2-го тысячелетия.  Они закончились 116 лет назад.
Последнее десятилетие «Прекрасной эпохи» — периода относительного мира и стабильности в Европе в сравнении с последующим периодом мировой войны и нескольких революций. Вместе с тем, именно в этот период были заложены предпосылки многих будущих конфликтов: формирование военных блоков — Антанты и Тройственного союза, общественные противоречия, которые привели к первой русской революции. Десятилетие также характеризуется быстрым научным и техническим прогрессом, появлением трудов Макса Планка и Константина Циолковского, изобретением самолётов, началом внедрения радио и распространением кинематографа.

## События

### Политика и общество

#### США
- Экономические кризисы: 1901, 1907. Нефтяной бум в Техасе[англ.] (1901—1940-е). Основаны компании Ford (1903), Buick (1903), Harley-Davidson (1903), Rolls-Royce Limited (1906). «Food and Drug Administration» основана (1906).
- Убийство президента США Мак-Кинли (1901)

#### Европа
- Лейбористская партия (1900).

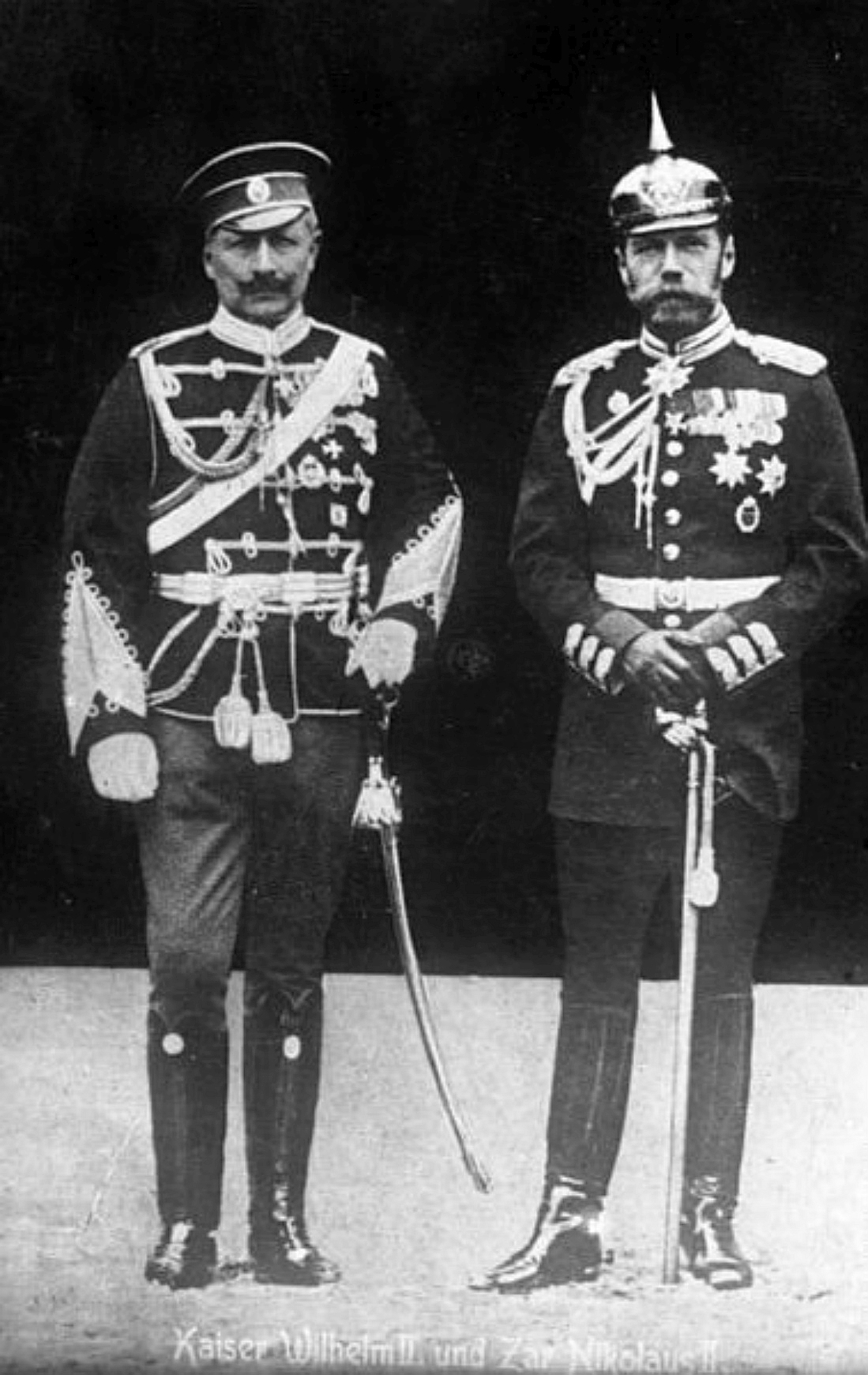
Вильгельм II (слева) и Николай II были императорами Германии и России соответственно

- Убийства короля Италии Умберто I (1900), генерал-губернатора Финляндии Бобрикова, короля Португалии Карлуша I (1908)
- На II съезде РСДРП произошёл раскол на большевиков и меньшевиков (1903). Партия эсеров (1902—1923; Боевая организация). Партия кадетов (1905—1917).
- Майский переворот в Сербии (1903). Крестьянское восстание в Румынии (1907).
- Закон о разделении церквей и государства во Франции (1905).
- Норвегия вышла из состава Шведско-норвежской унии (1814—1905).
- Революция 1905—1907 годов в России началась после «Кровавого воскресенья». Дума (1905—1917). Начало Столыпинской аграрной реформы (1906). Распутин приближен к царской семье (1907—1916).
- 2-я Гаагская конференция 1907 года.
- Англо-русское соглашение (1907) разграничило сферы влияния и завершило «Большую игру». Присоединение России к Антанте (1907). Конституционная революция в Иране (1905—1911), подавленная с участием России и Великобритании. Основана Англо-персидская нефтяная компания (1909).
- Болгария объявила о независимости от Османской империи (1908). Боснийский кризис (1908).
- Англо-германская гонка морских вооружений.

#### Африка и Ближний Восток
- Англо-бурская война (1899—1902)
- Национально-освободительное восстание в Сомали (1899—1920)
- Англо-Аро война (1901—1902).
- Восстание племён гереро и нама (1904—1907) против германской колониальной администрации в Намибии, подавленное с помощью геноцида. Строительство Багдадской железной дороги.
- Танжерский кризис (1905—1906) возник на почве борьбы Франции и Германии за контроль над Марокко.
- Младотурецкая революция (1908).

#### Юго-Восточная Азия и Дальний Восток
- «Боксёрское восстание» (1899—1901) в Китайской империи[1].
- Британская экспедиция в Тибет (1903—1904); Тибет признан подконтрольным Китаю. Первый раздел Бенгалии (1905—1911).
- Филиппино-американская война (1899—1902/1913).
- Русско-японская война (1904—1905). Япония приобрела южную часть Сахалина, Порт-Артур, включила Корею в сферу своего влияния. Мукденское сражение (1905). Цусимское сражение (1905) — крупнейшее сражение эпохи додредноутного броненосного флота. Англо-японский союз (1902—1923).
- Убийство премьер-министра Японии Ито Хиробуми (1909).
- Австралийская федерация на правах доминиона образована шестью британскими колониями (1901).

#### Латинская Америка
- Тысячедневная война (1899—1902) в Колумбии.
- Гражданская война в Венесуэле (1899—1902). Блокада Венесуэлы ВМС Германии, Великобритании и Италии с целью взыскания долгов и компенсации понесённого ущерба (1902—1903; Venezuela Crisis; «Дипломатия канонерок»).
- Южноамериканская дредноутная гонка (1907).

### Катастрофы и стихийные бедствия
- Галвестонский ураган (1900).
- Извержения вулканов Монтань-Пеле, Санта-Мария, Суфриер, Агунг, Понафидина (1902).
- Пожар в театре «Ирокез» (1903).
- Великий пожар в Балтиморе[англ.] (1904).
- Пожар на пароходе «Генерал Слокам» (1904).
- Землетрясение в Сан-Франциско (1906).
- Катастрофа в Куррьере (1906).
- Мессинское землетрясение (1908).
- Падение Тунгусского метеорита (1908).

## Культура

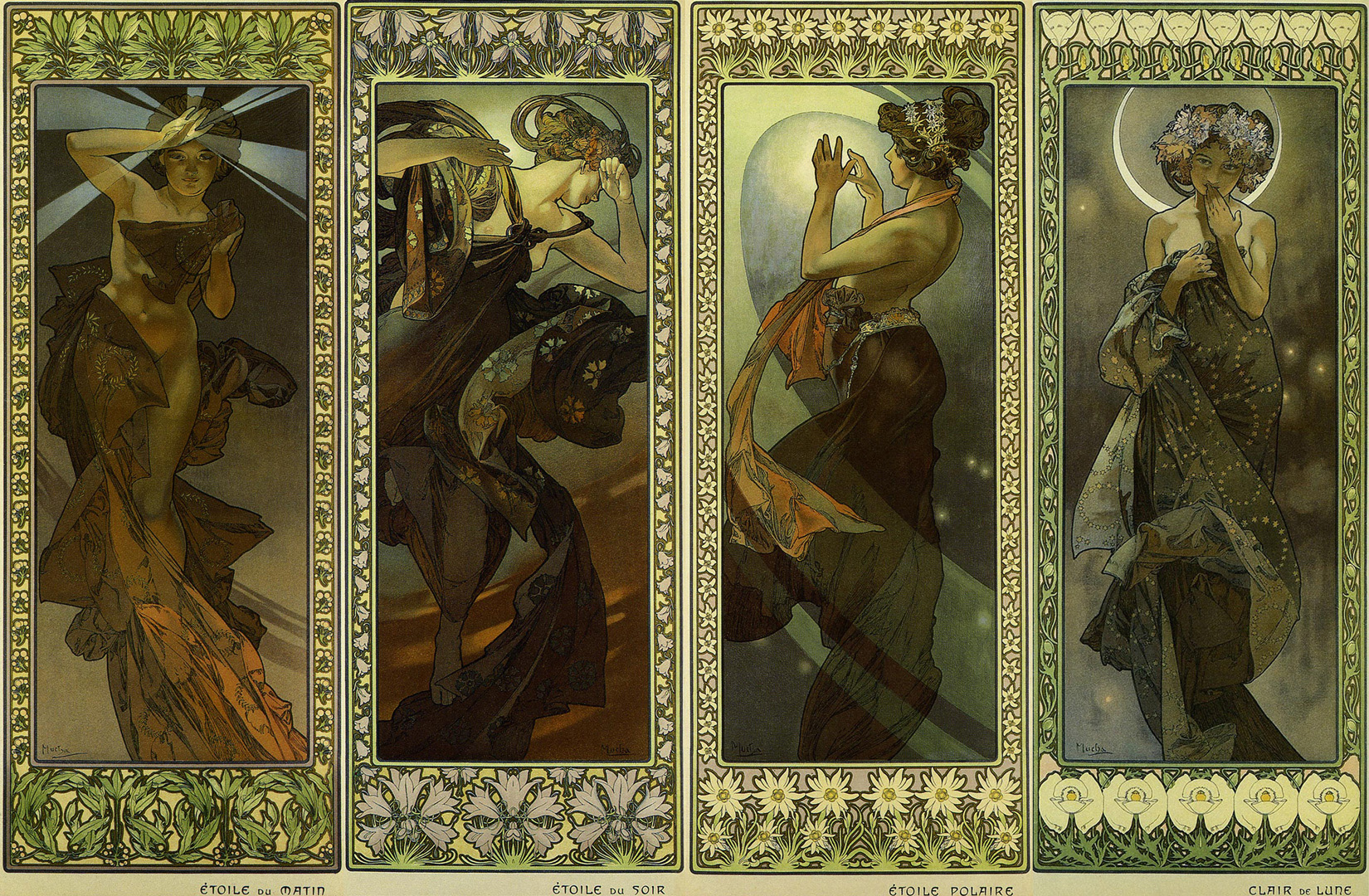
«Луна и звёзды» (1902) — картина Альфонса Мухи, представителя ар нуво

- «Прекрасная эпоха» (1890—1914). Эра прогрессивизма (1896—1916).
- «Эдвардианская эпоха».

### Искусство

##### Американская литература
- Теодор Драйзер: «Сестра Керри» (1900).
- Марк Твен: «Рассказ собаки» (1903).
- Эрнест Сетон-Томпсон: «The Red Book» (1904), «Animal Heroes» (1905), «Life-Histories of Northern Animals» (1909).
- Джек Лондон: «Зов предков» (1903), «Морской волк» (1904), «Белый Клык» (1906), «Железная пята» (1908), «Мартин Иден» (1909).
- О. Генри: «Короли и капуста» (1904), «Дары волхвов» (1905), «Четыре миллиона» (1906), «Горящий светильник» (1907), «Благородный жулик» (1908), «Дороги судьбы» (1909).
- Эптон Синклер: «The Jungle» (1906).
- Люси Монтгомери: «Аня из Зелёных Мезонинов» (1908).
- Лаймен Фрэнк Баум: «Дороти и Волшебник в Стране Оз» (1908).

##### Европейская литература
- Жюль Верн умер (1905), прижизненно изданы: «Вторая родина» (1900), «Воздушная деревня» (1901), «Истории Жана-Мари Кабидулена» (1901), «Братья Кип» (1902), «Путешествие стипендиатов» (1903), «Драма в Лифляндии» (1904), «Властелин мира» (1904), посмертно изданы: «Маяк на краю света» (1905), «Вторжение моря» (1905), «Золотой вулкан» (1906), «Агентство Томпсон и К°» (1907), «В погоне за метеором» (1908).
- Анатоль Франс: «Остров пингвинов» (1908).
- Герберт Уэллс: «Любовь и мистер Льюишем» (1900), «Первые люди на Луне» (1901), «Пища богов» (1904), «Современная Утопия» (1905), «В дни кометы» (1906), «Война в воздухе» (1908), «Тоно-Бенге» (1909), «Анна-Вероника» (1909).
- Редьярд Киплинг: «Ким» (1901).
- Джозеф Конрад: «Сердце тьмы» (1902), «Секретный агент» (1907).
- Морис Метерлинк: «Синяя птица» (1908).
- Луиджи Пиранделло: «Покойный Маттиа Паскаль[англ.]» (1904).
- Томас Манн: «Будденброки» (1901), «Тристан» (1903), «Тонио Крёгер» (1903), «Королевское высочество» (1909).
- Райнер Мария Рильке: «Книга образов» (1902), «Победивший дракона» (1902), «Часосолов» (1905), «Новые стихотворения» (1907).
- Роберт Музиль: «Душевные смуты воспитанника Тёрлеса» (1906).
- Иван Франко: «Моисей» (1905).
- Владислав Реймонт: «Мужики» (1904—1909).

##### Русская литература
- Антон Чехов умер (1904), прижизненно изданы пьесы: «Три сестры» (1901), «Вишнёвый сад» (1904).
- Иван Бунин: рассказы «Антоновские яблоки» (1900), «В августе» (1901), «Сны» (1904).
- Александр Куприн: повести: «На переломе (Кадеты)» (1900), «Поединок» (1905), «Суламифь» (1908); рассказы «Оборотень (Серебряный волк)» (1901), «Болото» (1902), «В цирке» (1902), «На покое» (1902), «Трус» (1903), «Белый пудель» (1904).
- Максим Горький: «Песня о Буревестнике» (1901), «Мещане» (1901), «На дне» (1902), «Дети солнца» (1905), «Мать» (1907), «Жизнь ненужного человека» (1908).
- Леонид Андреев: «Красный смех» (1904), «Губернатор» (1906), «Жизнь Человека» (1907), «Рассказ о семи повешенных» (1908).
- Александр Блок: цикл стихов «Распутья (1902—1904)»: «Фабрика» (1904) и другие стихотворения цикла, цикл «Город» (1904—1908).
- Фёдор Сологуб: романы «Мелкий бес» (1905), «Творимая легенда» (1907—1913).
- Лев Толстой: «За что?» (1906).
- Нина Петровская: «Sanctus Amor» (1908).
- Андрей Белый: цикл стихов «Пепел» (1905/1908), роман «Серебряный голубь» (1909).

### Наука и техника

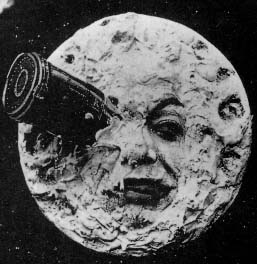
«Путешествие на Луну»: первый фантастический фильм